# Monaeses parvati
Monaeses parvati là một loài nhện trong họ Thomisidae.
Loài này thuộc chi Monaeses. Monaeses parvati được Benoy Krishna Tikader miêu tả năm 1963.